# Dysmachus schurovenkovi
Dysmachus schurovenkovi är en tvåvingeart som beskrevs av Pavel Lehr 1972. Dysmachus schurovenkovi ingår i släktet Dysmachus och familjen rovflugor. Inga underarter finns listade i Catalogue of Life.